# Václav František Červený
Václav František Červený (27. září 1819 Dubeč – 19. ledna 1896 Hradec Králové) byl jeden z nejvýznamnějších českých a evropských výrobců hudebních nástrojů. Specializoval se na dechové instrumenty, zejména žestě. Proslulé jsou nástroje jeho firmy V. F. Červený a firmy jeho synů V. F. Červený & synové. Je dědem českého kabaretiéra Jiřího Červeného a pradědem jeho dcery, operní pěvkyně Soni Červené.
V roce 1892 mu bylo uděleno čestné občanství v Hradci Králové.

## Život a dílo
Václav František Červený se vyučil v letech 1833–1836 u pražského nástrojaře Johanna Adama Bauera. Po vyučení pracoval ve Vídni jako tovaryš u Antona Klepsche do roku 1838. V roce 1839 pracoval u Franze Schöllnasta v Bratislavě, 1841 u firmy Bereghtzasi v Pešti a v témže roce u Josefa Hallase v Brně.

### V. F. Červený
V Hradci Králové, odkud pocházel, si roku 1842 založil svou dílnu. V roce 1867 otevřel vlastní filiálku v Kyjevě, kterou v letech 1886–1896 vedl jeho syn Otakar Červený.
Vyráběl mnoho experimentálních nástrojů střední a basové polohy, dnes už sběratelské kousky, které však měly svého času velký úspěch – jednalo se především o různé tuby, baskřídlovky a podobně, tenkrát se ještě užívalo archaického názvu „zpěvoroh“. Tyto nástroje měly širokou menzuru a jemnou barvu zvuku, čímž se diametrálně lišily od západoevropských plechových nástrojů této doby, které zněly naopak ostře a břeskně (např. saxofony a sarrusofony či pístové trubky).
Václav František Červený zkonstruoval mnoho nových typů nástrojů, které měly značný vývojový význam a jsou dodnes používány. Jako jeden z nejvýznamnějších představitelů rakousko-české nástrojařské školy vedl celý život odborné spory s hlavním reprezentantem francouzské školy Adolphem Saxem, v kterých šlo o účelnost francouzského či rakousko-českého způsobu stavby nátrubkových nástrojů. Oba rivalové tím podporovali neustálý vývoj a utkávali se na mezinárodních výstavách.
Svého času byl vskutku nástrojářem evropského významu. Podstatně přispěl svou invencí, vynálezy, konstrukcemi, organizačními schopnostmi, teoretickými závěry a reprezentací v zahraničí k celkovému rozvoji evropské hudební kultury. Konkuroval i takovým jménům, jako byl zmíněný rival Adolphe Sax.Pro objednávky a zakázky z Ruska změnil přídomek „císařský“, kterým obdařoval své nástroje, na „carský“.
Realizoval 60 vlastních vynálezů, z toho 45 patentovaných, na světových výstavách obdržel celkem 15 cen, bylo mu uděleno 11 řádů za zásluhy o průmysl.
K patentním objevům Václava Františka Červeného patřil např. takzvaný „tritonikon“, dvojitým třtinovým plátkem vybavený kovový příbuzný basového fagotu, kornon, nebo kontrabasová tuba, kterou sestrojil jako vůbec první na světě.
Vyučila se u něj řada pozdějších výrobců a mistrů, mj. František Karel Rott v letech 1868–69.
Roku 1866 se stal prvním starostou královéhradeckého Sokola.

### Úmrtí

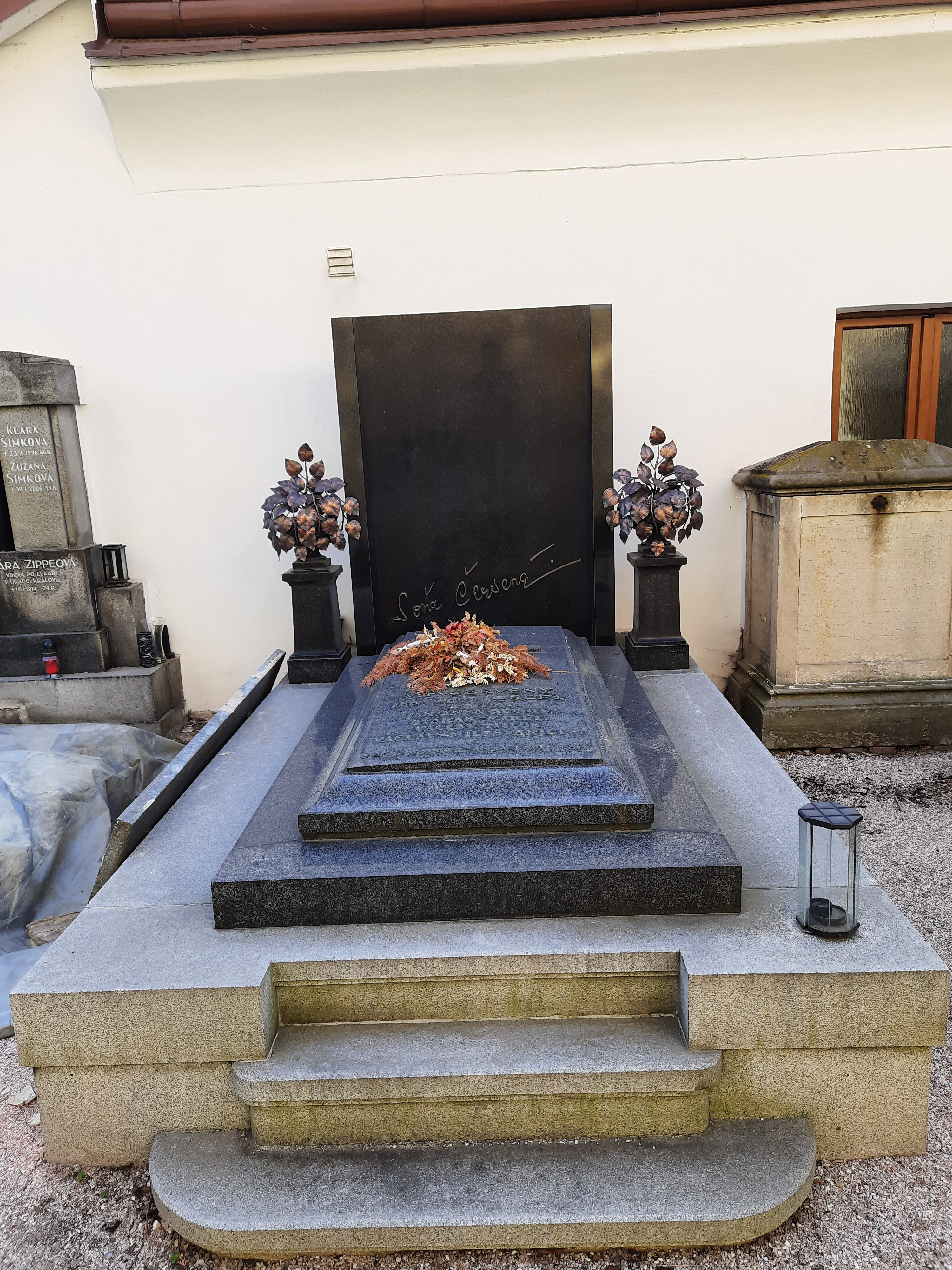
Hrobka V. F. Červeného a jeho rodiny na hřbitově v Pouchově

František Václav Červený zemřel 19. ledna 1896 v Hradci Králové a byl pohřben v rodinné hrobce na zdejším hřbitově v Pouchově.

## V. F. Červený & synové

### 1876–1946
Po smrti V. F. Červeného vedli královéhradeckou dílnu jeho synové – V. F. Červený & synové / V. F. Červený & Söhne. Jaroslav (1851–1928), vyučený nástrojař, zodpovídal za dokončovací a ladící fázi, Stanislav (1854–1911), rovněž vyučený, měl na starosti počáteční přípravu materiálu a stříhání dílů pro výrobu hudebního nástroje. Bohumil působil jako firemní prokurista.
V roce 1880, kdy továrnu navštívil císař František Josef I., měla téměř sto zaměstnanců a produkovala ročně asi tři tisíce hudebních nástrojů. Továrna zásobovala svými nástroji několik evropských armád – ruskou, německou, rakouskou, španělskou, rumunskou, srbskou a holandskou. Sklady nebo zastoupení měla po celém světě – Chicago, Stockholm, Curych, Bukurest, Cařihrad.
V roce 1908 si Václav Červený ml. zřídil v Hradci Králové vlastní dílnu na výrobu hudebních nástrojů a konkuroval rodinné firmě, která nakonec ve svých cenících tiskla oznámení, že s dílnou Václava Červeného ml. nemá nic společného.
Po smrti Stanislava se vedení firmy ujal Jaroslav, ale nelehká finanční situace způsobená mimo jiné konkurencí levných kraslických nástrojů dovedla továrnu na pokraj krize. V roce 1927 proto vstoupil do firmy Karel Schamal a kromě finanční podpory přinesl reorganizaci výroby. Po smrti Jaroslava v roce 1928 se Schamal dokonce ujal vedení firmy.
„Největší produkce nátrubkových nástrojů pocházela sice z Kraslic, největší kvalita a modernizace však z Hradce Králové.“

### 1946, 1993
1946, bezprostředně po válce, byla firma na základě Benešových dekretů znárodněna a sloučena s národním podnikem Amati Kraslice v severočeských Kraslicích, z kterého 1993 privatizací vznikla Amati-Denak s.r.o. Ta v Hradci Králové obnovila značku V. F. Červený & synové, pod kterou nadále vyrábí plechové nástroje a prodává je.